# Battarnarsapur, Gangawati
Battarnarsapur là một làng thuộc tehsil Gangawati, huyện Koppal, bang Karnataka, Ấn Độ.